# Napier Field, Alabama
Napier Field là một thị trấn thuộc quận Dale, tiểu bang Alabama, Hoa Kỳ. Dân số năm 2009 là 395 người, mật độ đạt 590 người/km².